# تيسير نظمي
تيسير نظمي كاتب وصحفي ومترجم أردني من أصل فلسطيني عاش لغاية 1992 في الكويت من مواليد سيلة الظهر عام 1952 في الضفة الغربية نشأ وتعلم وعمل فيها منذ عام 1959 حتى عام 1992 . متزوج وله ابنتان وولد.

## الدراسة والتعليم
حصل على بكالوريوس أدب إنجليزي من جامعة الكويت عام 1975م.

## حياته ومؤلفاته
أصدر عدة كتب في مجال القصة القصيرة التي يعد من أبرز كتابها العرب. صدر الكتاب الأول له عام 1979 بعنوان «البحث عن مساحة» الذي لقي ترحيبا غير عادي من قبل النقاد العرب وأشاد به كتاب مثل محمود الريماوي ووليد أبو بكر وإسماعيل فهد إسماعيل وآخرون. وفي عام 1982 أصدر كتاب «الدهس» عن دار الطليعة الكويتية ودار المشرق والمغرب العربي للنشر والتوزيع.
عمل تيسير نظمي في مجال التعليم وفي الصحافة الكويتية في القبس والوطن كما عمل مترجما ورئيسا للقسم الثقافي في عدد من الصحف الكويتية اليومية والأسبوعية. وكان عضو في اتحاد الكتاب والصحفيين الفلسطينيين وحاليا عضو رابطة الكتاب في الأردن. وعضو اتحاد الأدباء والكتاب العرب وعضو اتحاد كتاب آسيا وإفريقيا وأميركا اللاتينية. وعضو رابطة نقاد الأدب الدولية منذ عام 2007 .
لم يصدر نظمي سوى كتاب واحد في الأردن عام 2004 بعنوان «وليمة وحرير وعش عصافير» الذي فاجأ كل من لم يقرأ لهذا الكاتب من الأردنيين وأول المتفاجئين بمستوى إبداعه القصصي كان الراحل خليل السواحري. ومن الكتاب الذين تطرقوا لنتاجاته الأدبية ونشروا ذلك في كتب لهم: إسماعيل فهد إسماعيل في كتابه عن القصة العربية في الكويت، وعبد الستار ناصر في كتابه عن الأردن ومبدعيه، وسيد نجم في كتابه أدب المقاومة الانتفاضة الفلسطينية أنموذجا، والدكتور ياسين فاعور في كتابه عن أدب السخرية لدى اميل حبيبي.
يعيش تيسير نظمي منذ عام 1992 في عمان وهو من أبرز الأصوات المشاكسة سياسيا وثقافيا في الأردن، وقد أسس على الإنترنت حركة إبداع وعدة مواقع إلكترونية بديلا له عن الصحافة الرسمية السائدة. كتب في التسعينيات في عدة صحف في الأردن أولها كانت جريدة الأسواق الأردنية التي كفت عن الصدور، وآخرها يومية الأنباط الأردنية التي شغل فيها دور المؤسس لقسمي الترجمة والثقافة في بداية صدورها، انتهت باستقالته منها والتفرغ لما تنشره مواقع حركة إبداع باللغتين العربية والإنجليزية.
ترجم تيسير نظمي في مطلع الثمانينيات من القرن الماضي مذكرات موشيه شاريت حال الإفراج عنها كما ترجم رواية «المجتثون: يوميات منفى فلسطيني» لفواز تركي. كتب أيضا لعدة صحف تصدر في لندن مثل القدس العربي والزمان، كتب رواية وحيدة لم توافق وزارة الثقافة الأردنية على دعم طباعتها بعنوان «وقائع ليلة السحر في وادي رم» عام 2004 رغم إجازة دائرة المطبوعات والنشر الأردنية لها.
يلجأ حاليا لنشر كتبه في طبعات إلكترونية ومع ذلك فقد اتهم في منتصف التسعينيات بالتطبيع نتيجة اطلاعاته على الأدب الإسرائيلي وإعجابه ببعض الكتاب اليهود إعجابا لا يخفيه أو يراوغ دونه. يكتب أحيانا بلغة إنجليزية بسيطة وجميلة وهو واحد من أبرز خريجي اللغة الإنجليزية وآدابها في جامعة الكويت عام 1975. صدر له مؤخرا في الكويت كتاب (رجل الثلج) الذي يعتبر كتابا يجمع ما بين الرواية والقصص القصيرة من إصدارات حركة إبداع ويعتبر الكتاب السادس ضمن اصداراته.